# Église protestante du Marais
L'Église protestante du Marais, ou Église Sainte-Marie, est une paroisse membre de l'Église protestante unie de France. Son temple est situé 17 rue Saint-Antoine, dans le quartier du Marais, à Paris.

## Histoire

### Église du couvent de la Visitation Sainte-Marie (1632-1789)
C'est l'ancienne église du couvent de  la Visitation Sainte-Marie, qui était la maison-mère des couvents de la Visitation à Paris. Le couvent fondé en 1621 à l'initiative de François de Sales et de Jeanne de Chantal dans l'hôtel du Petit-Bourbon à l'angle de la rue du Petit-Musc et de la rue de la Cerisaie s'étendit en 1628 par l'acquisition de l'hôtel de Cossé 17 rue Saint-Antoine et d'une maison contiguë.
L'ancien monastère a été bâti par l'entrepreneur maître-maçon Michel Villedo sur les plans de François Mansart de 1632 à 1634, sous le vocable de « Sainte-Marie-des-Anges ». Noël Brûlart de Sillery chevalier de l'ordre de Malte, et écuyer d'honneur de la Reine Marie de Médicis est le fondateur de l'église des Filles de Sainte-Marie de la rue Saint-Antoine
Il existait trois autres couvents de cet ordre à Paris ⁣: au faubourg-Saint-Jacques; rue du Bac et à Chaillot.

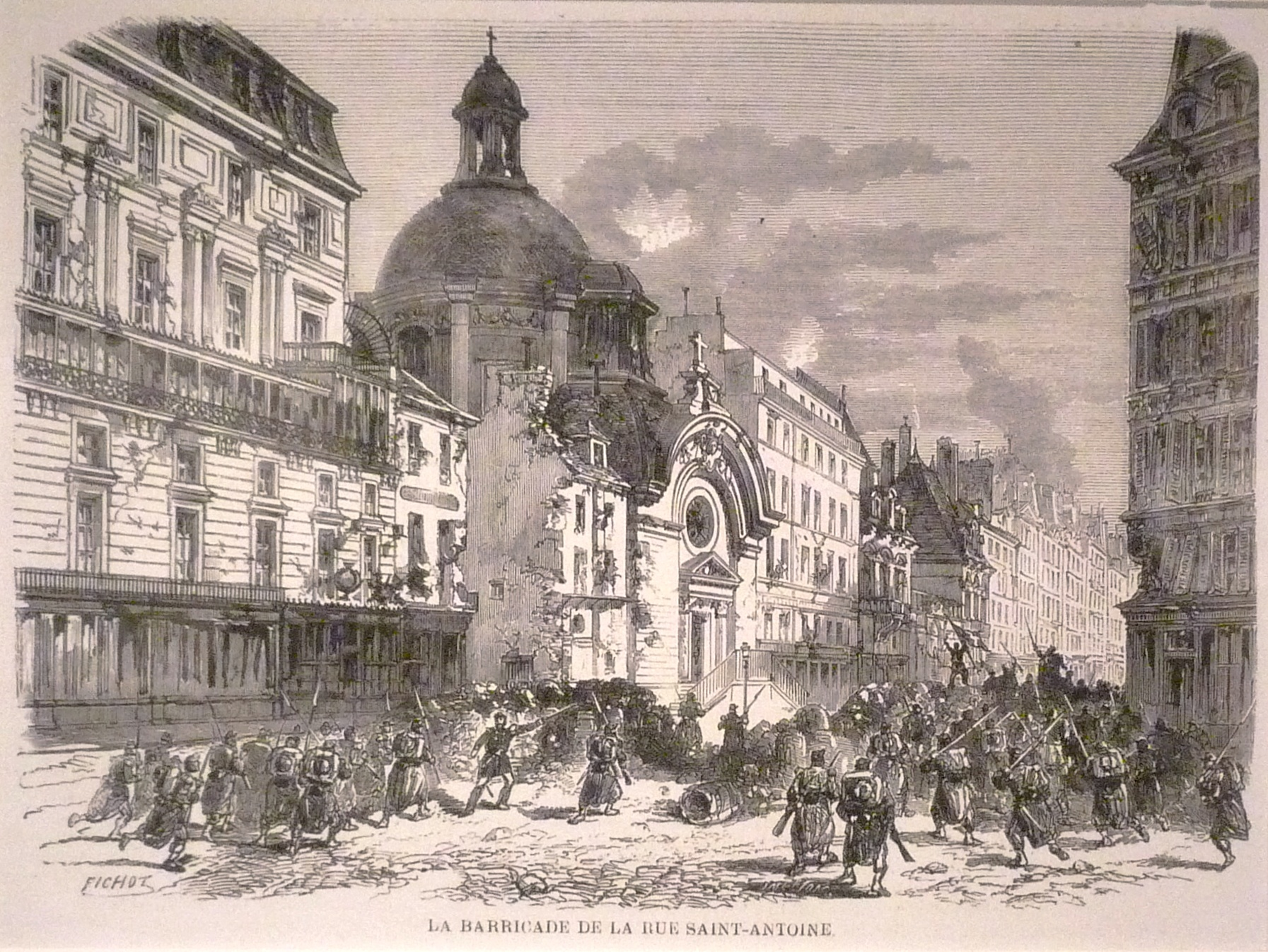
Au temps de la Commune.

La famille de Nicolas Fouquet, le célèbre surintendant des finances, y possédait un caveau. Après sa mort en 1680, le corps de Nicolas Fouquet est d'abord conservé dans l'église Sainte-Claire de Pignerol, avant d'être transféré un an plus tard dans le caveau familial à Paris. Il repose toujours dans ce caveau aujourd'hui muré, mais aucune inscription commémorative ne rappelle sa mémoire. Henri de Sévigné, époux de Marie de Rabutin-Chantal, célèbre épistolière française, est également inhumé dans ce sanctuaire. En 1698, sur demande du duc de Savoie Victor Amédée II, Louis XIV y fait conduire Louise Philiberte, dite "Mademoiselle de Carignan", fille d'Eugène Maurice de Savoie et d'Olympe Mancini, sœur du prince Eugène, pour inconduite, en la faisant enlever à l'hôtel de Soissons et avant qu'elle ne regagne les États de Savoie à Chambéry (Dangeau VI, 316)
Le domaine du couvent comprenait à l'arrière un jardin qui s'étendit à l'est par l'acquisition dans les années 1740 d'une partie de celui de l'hôtel de Lesdiguières.
L'église servit de dépôt de livres pendant la Révolution, la maison conventuelle est vendue en 1796 et 1797 avec ses dépendances à des particuliers et la rue Castex est ouverte en 1805 à son emplacement.

### Temple protestant du Marais (1802-aujourd'hui)

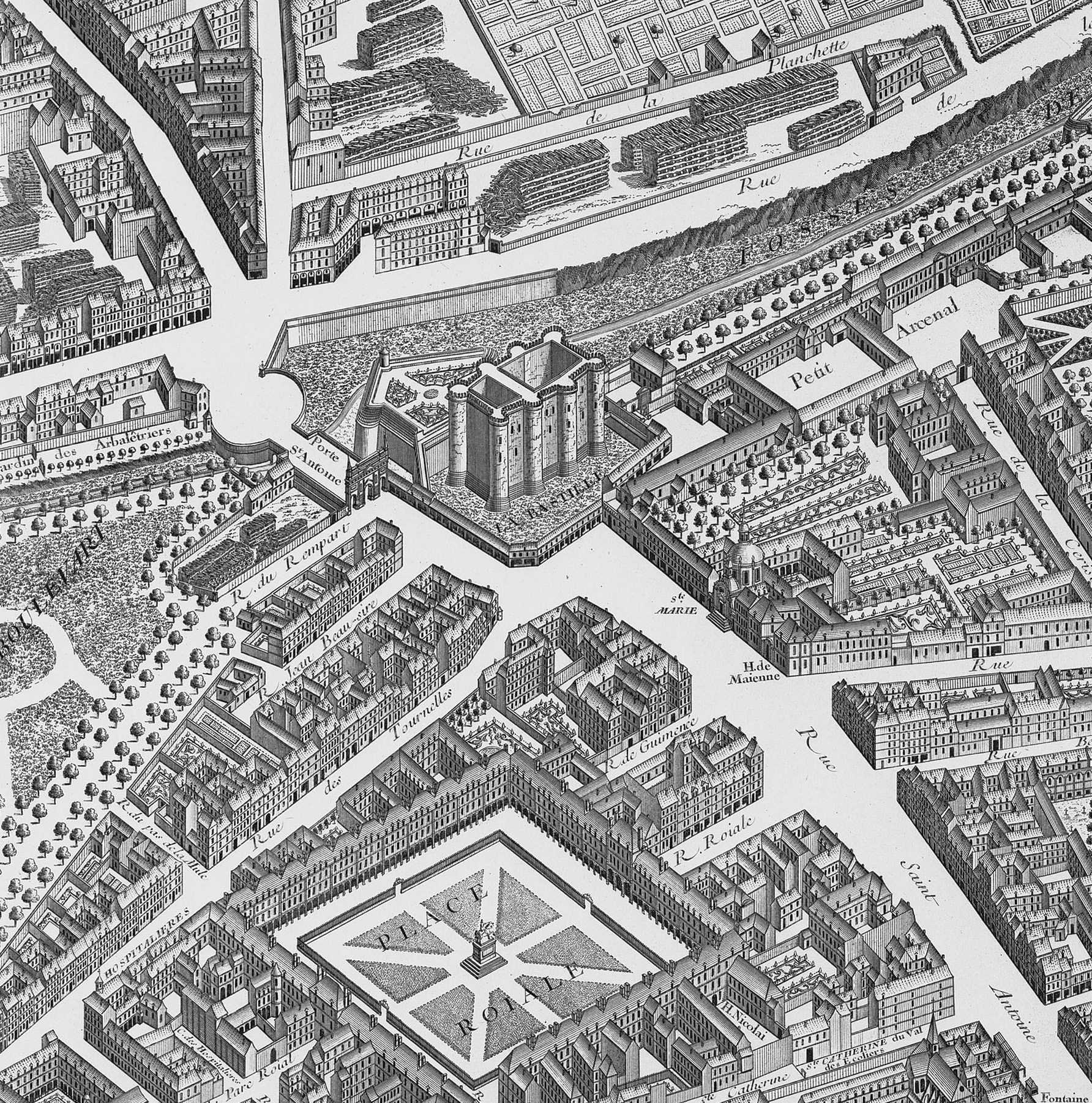
église sainte marie et couvent, sur le plan de Turgot de 1739

Par arrêté du premier consul Bonaparte, cette église est affectée au culte réformé le 3 décembre 1802, et devient un temple protestant. Le culte y est célébré depuis le 1er mai 1803. Le bâtiment est classé monument historique par un arrêté du 18 février 1887 sous le nom de temple Sainte-Marie.
En 1902, la paroisse fonde le temple de Bercy, une annexe dans le 12e arrondissement de Paris. Il est d'abord situé 5 rue Taine, avant de s'établir à proximité, au 13 rue de la Lancette. Une tradition rapportée par l'historien Félix de Rochegude relie le nom de la rue aux petites lances utilisées lors de rixes entre protestants et catholiques. La paroisse devient autonome en 1953. Le temple de Bercy est aujourd'hui détruit.
Les cultes sont retransmis en vidéo depuis 2014, le matin à 10h30, une première dans le protestantisme. Rapide historique du lieu.  

## Inhumations en l'église du couvent de la Visitation
- 1634 : Marie de Bèze (1576-1634[6]).
- 1636 : Philippe Ier de Coulanges (1565-1636[6]).
- 1641 : André II Frémiot  († 13 mai 1641), abbé de Ferrières en Gâtinais et de Saint-Étienne de Dijon. Il mourut à Paris, doyen des conseillers d'État.
- 1687 : Christophe de Coulanges (v. 1607-1687), abbé de Livry.

## Description
L'architecture de l'église s'inspire du Panthéon de Rome ; différant notablement du modèle rectangulaire proposé dans le "plan type" des couvents de la Visitation. Mansart y a fait édifier une rotonde de 13,50 mètres de diamètre à laquelle se rattachent quatre chapelles selon un plan centré. Contrairement à l'usage, l'église est orientée nord-sud, avec l'entrée au nord et la table de communion au sud. Cette particularité s'explique par le replacement (après le concile de Trente) de l'orientation géographique, au profit d'une orientation "symbolique" des fidèles vers l'autel majeur et le tabernacle, lieu de la présence réelle pour les Catholiques. Cette mesure facilite grandement l'adaptation du couvent à la topographie urbaine, l'église s'alignant à la rue. Après la révolution et sa transformation en temple, l'édifice a perdu une grande part de son mobilier d'origine, mais son architecture est restée pratiquement inchangée.

### Extérieur

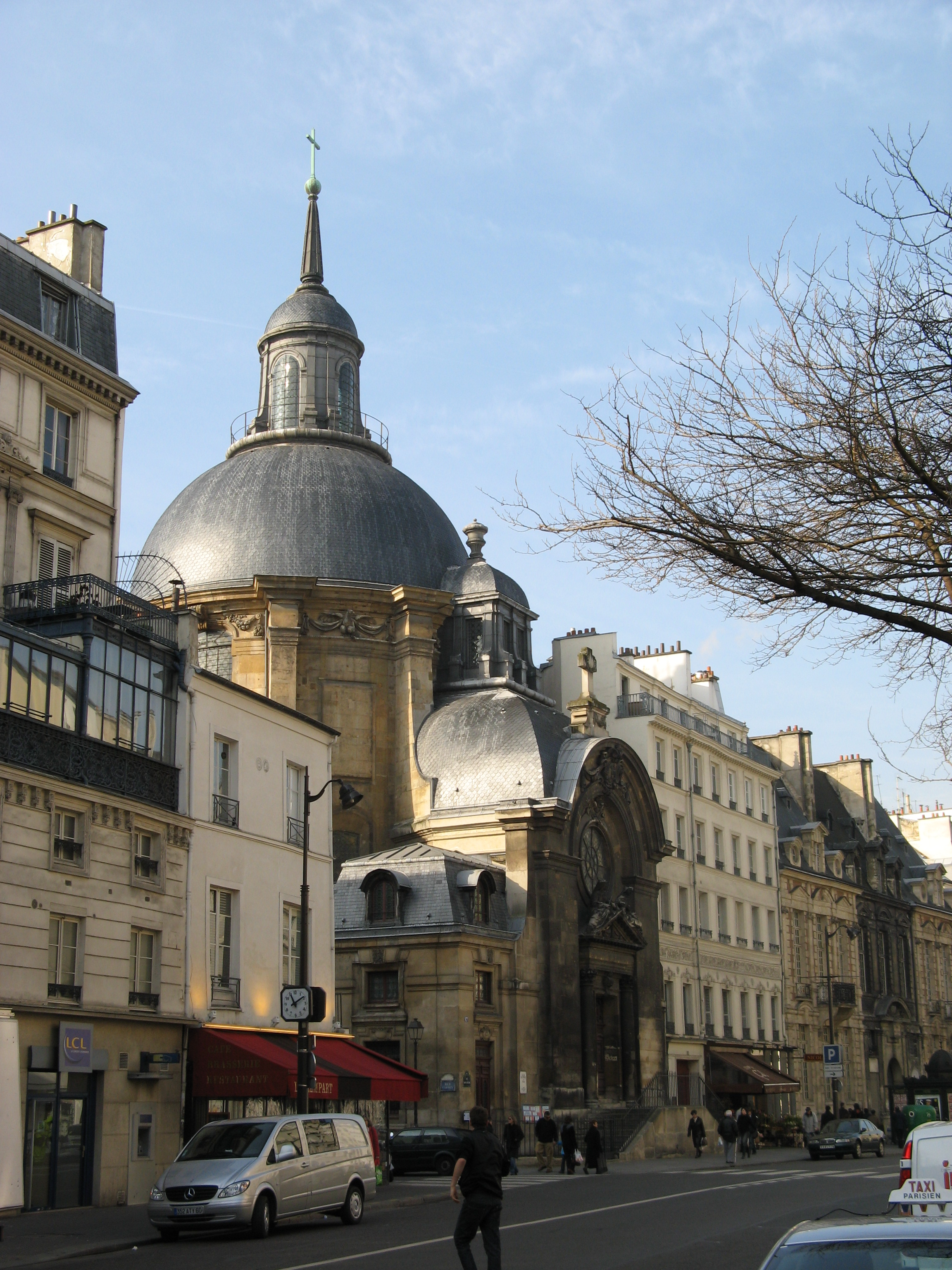
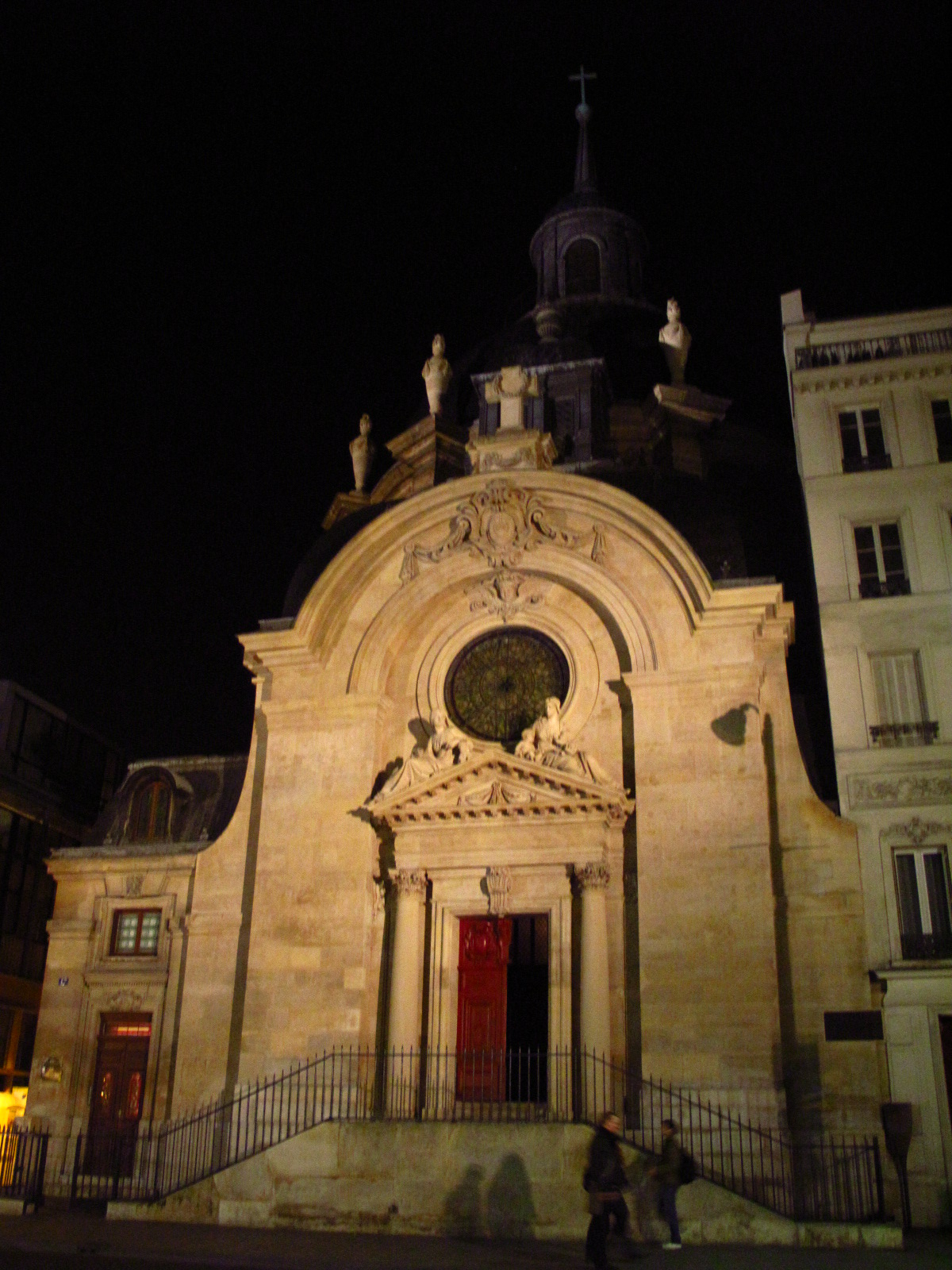
Entrée principale.
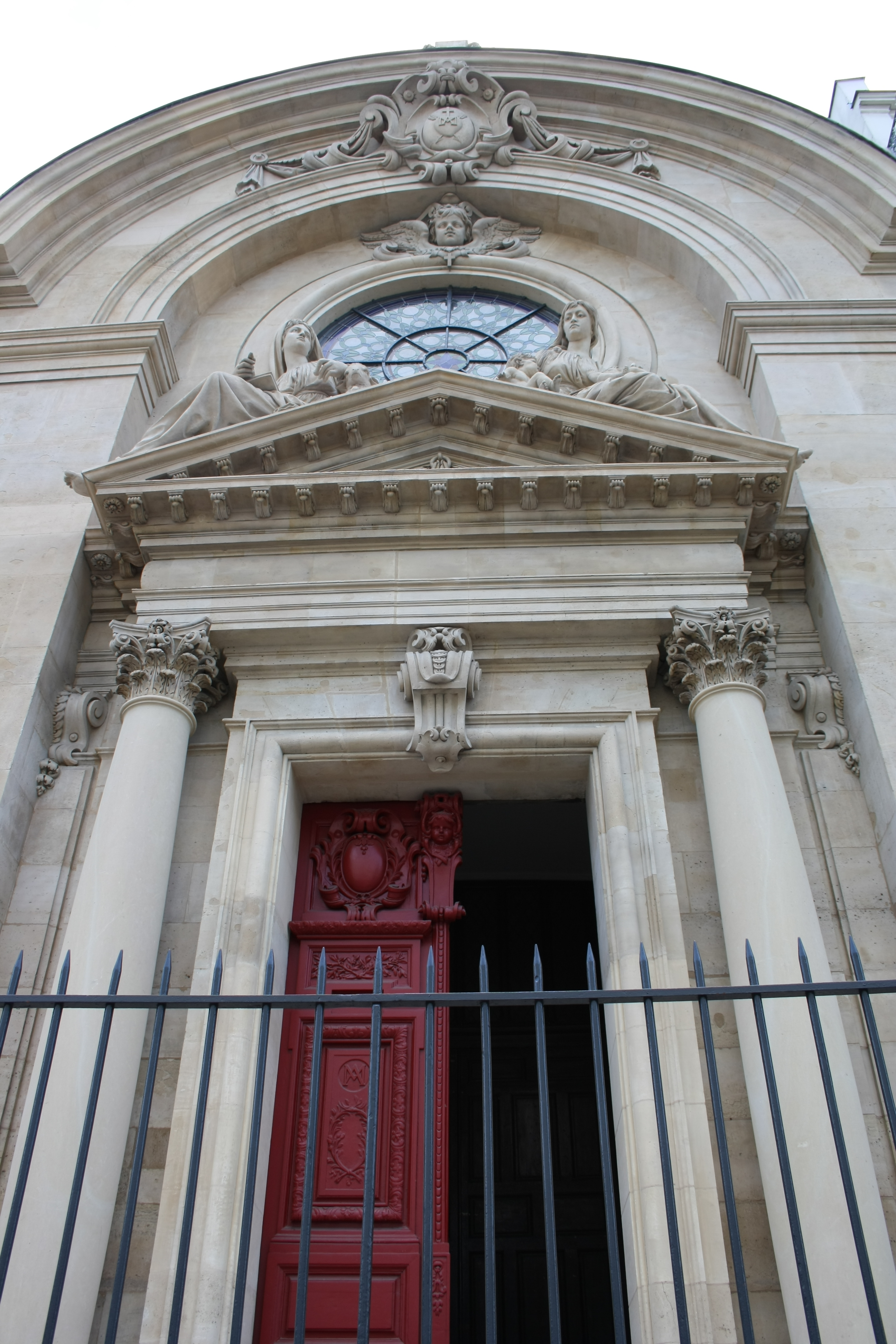

### Intérieur
Les quatre chapelles ou niches. Celles à l'est et à l'ouest comportaient autrefois des autels pourvus de retables, dont les traces sont encore visibles de nos jours.

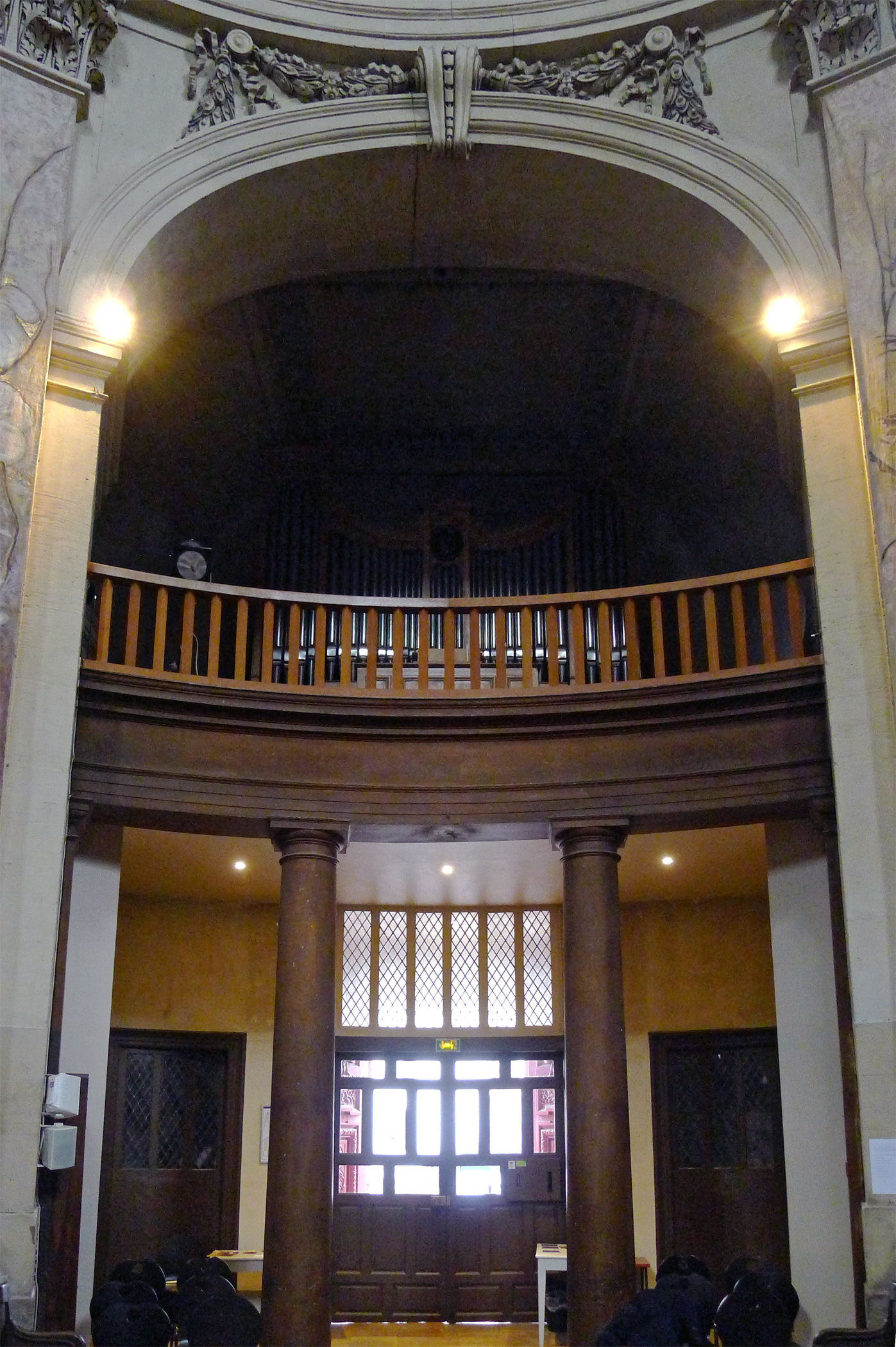
Niche d'entrée, avec l'orgue de tribune.
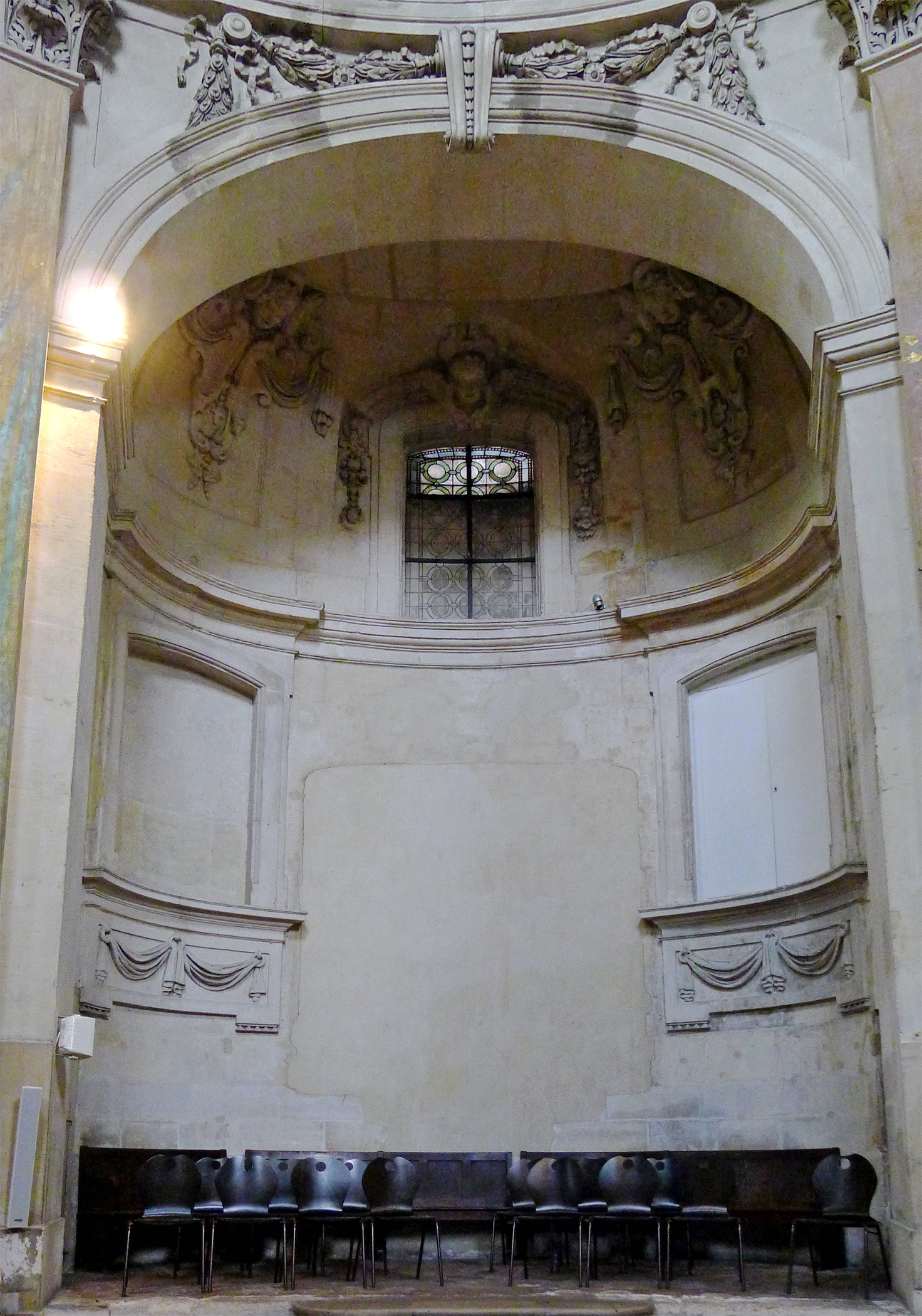
Niche Est.
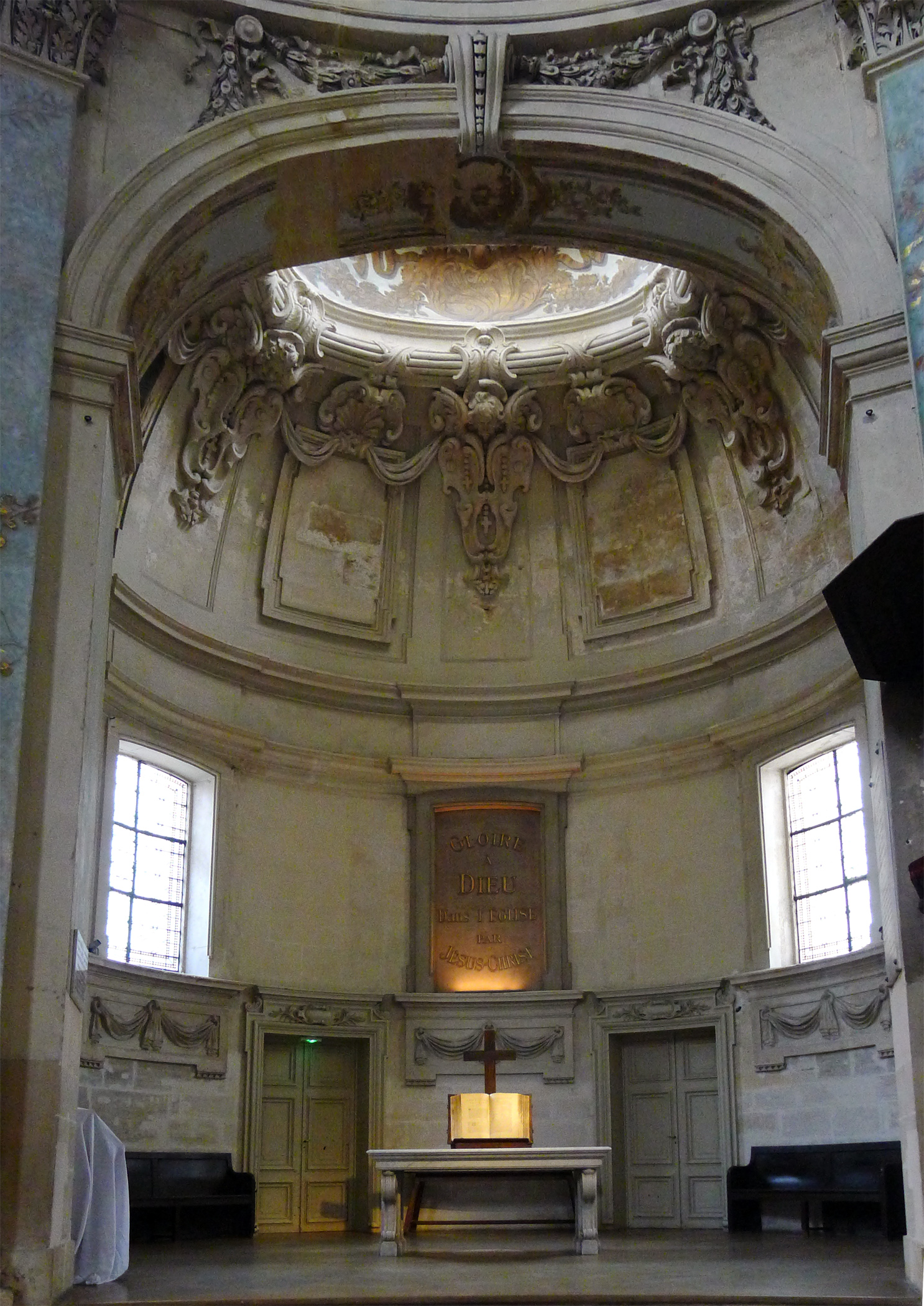
Chapelle Sud avec la table de communion.
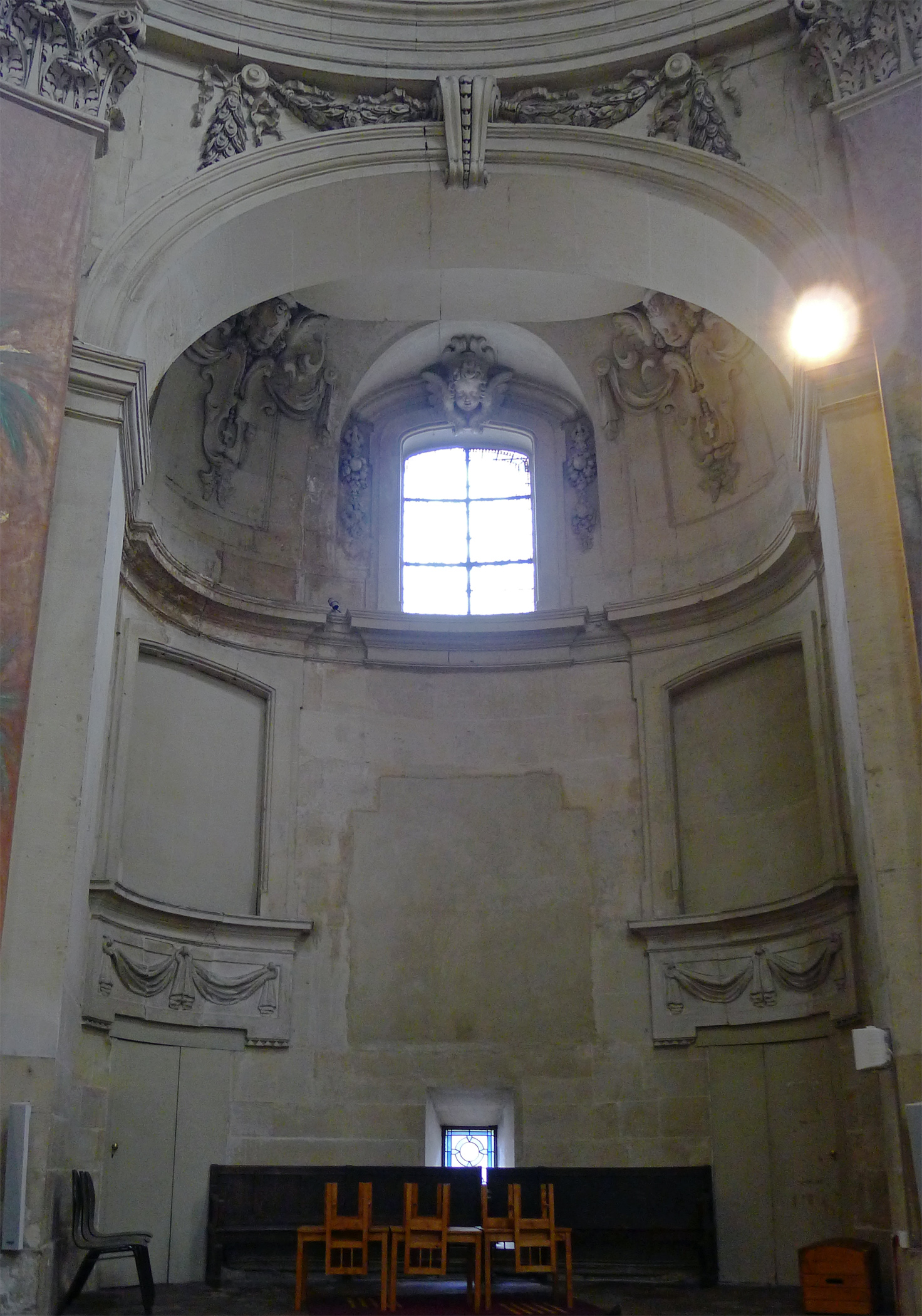
Niche Ouest.

Au centre du temple, se trouve une coupole circulaire remarquable surmontée d'un lanternon.
- Vue générale.
- Motifs entourant l'ouverture centrale.
- Détail de l'ouverture centrale.

Le chœur où se trouve l'autel est également surmonté d'une coupole de forme ellipsoïdale, richement décorée de fresques et de motifs sculptés.

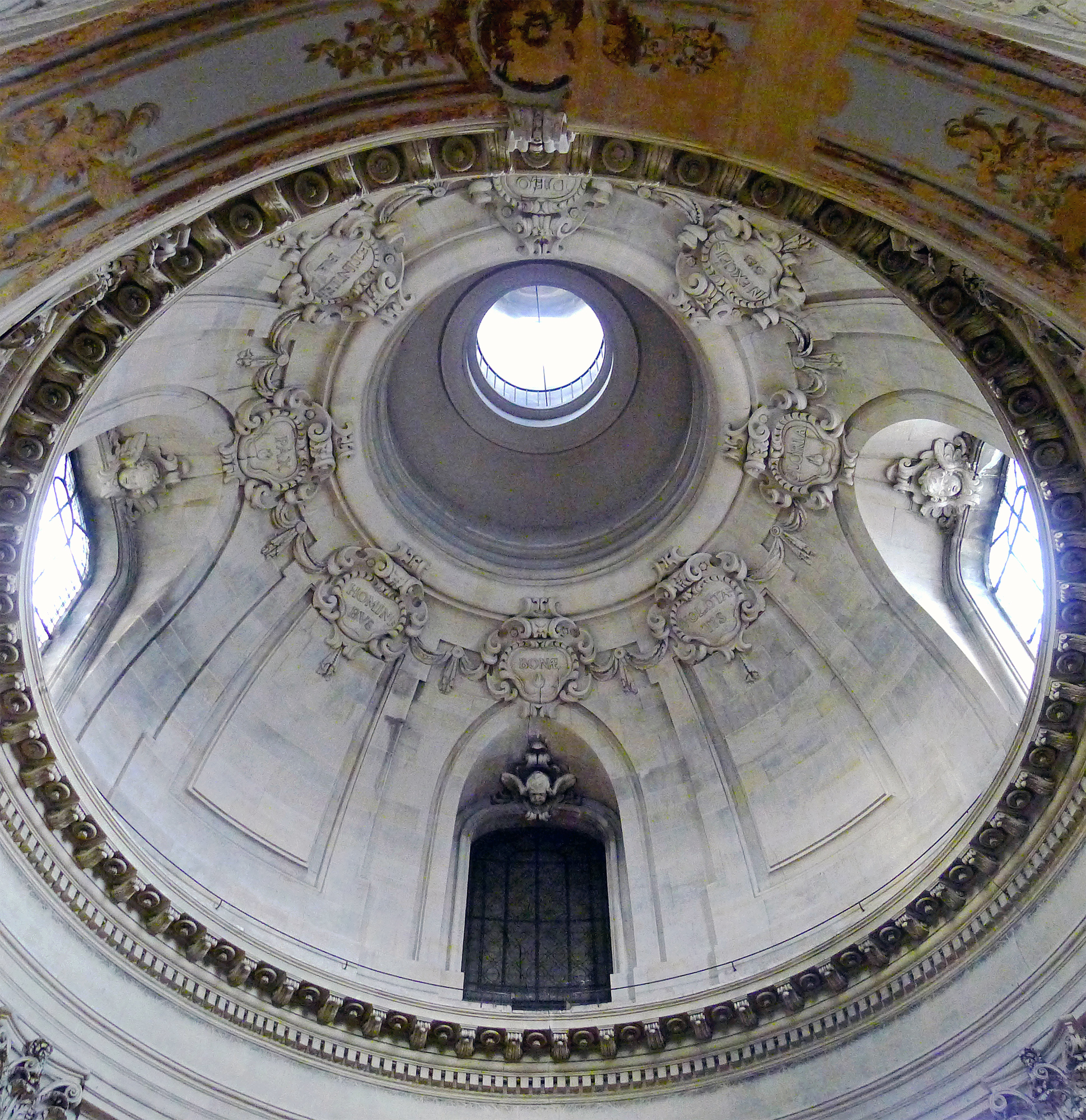
Vue générale.
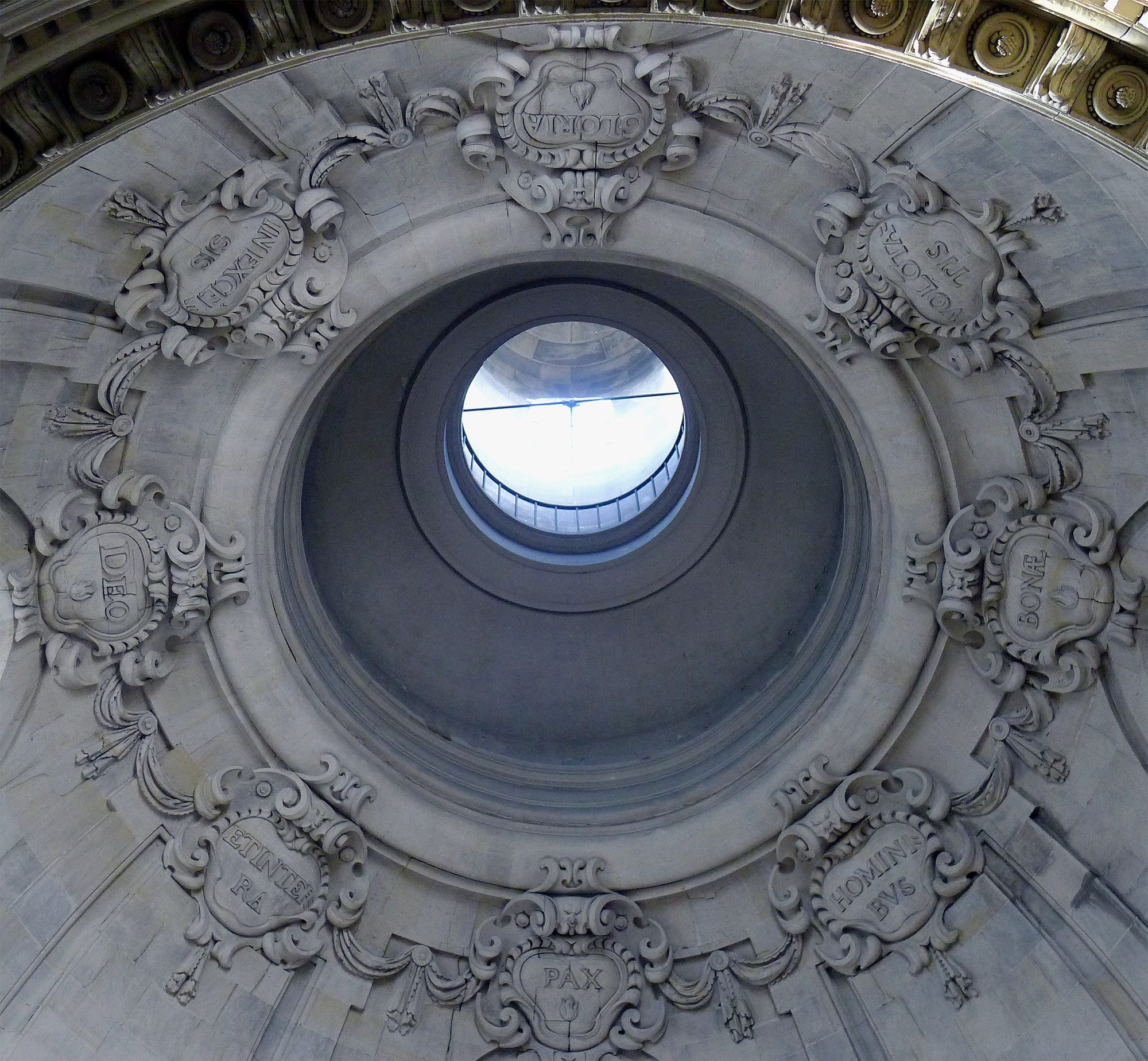
Motifs entourant l'ouverture centrale.
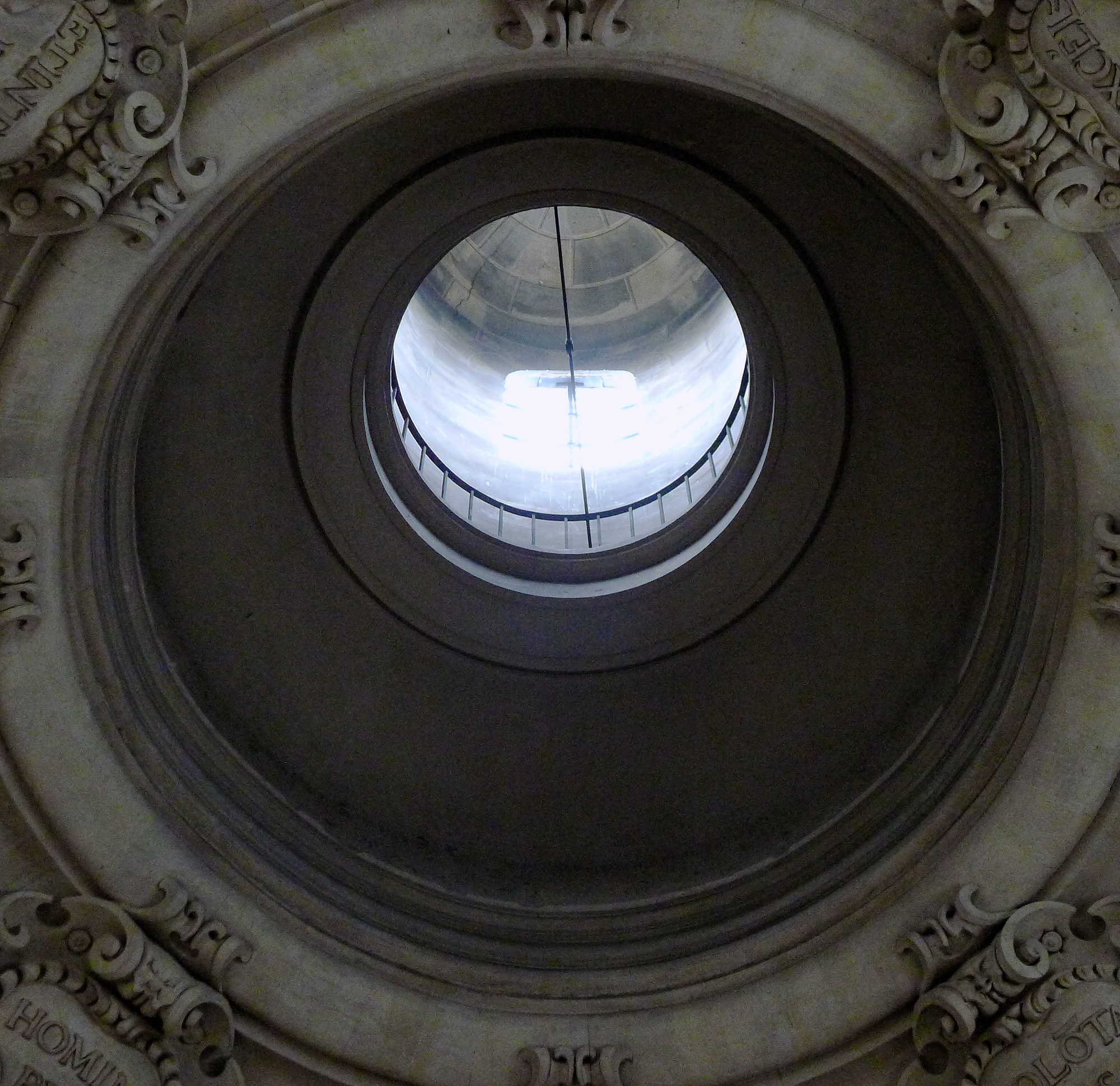
Détail de l'ouverture centrale.

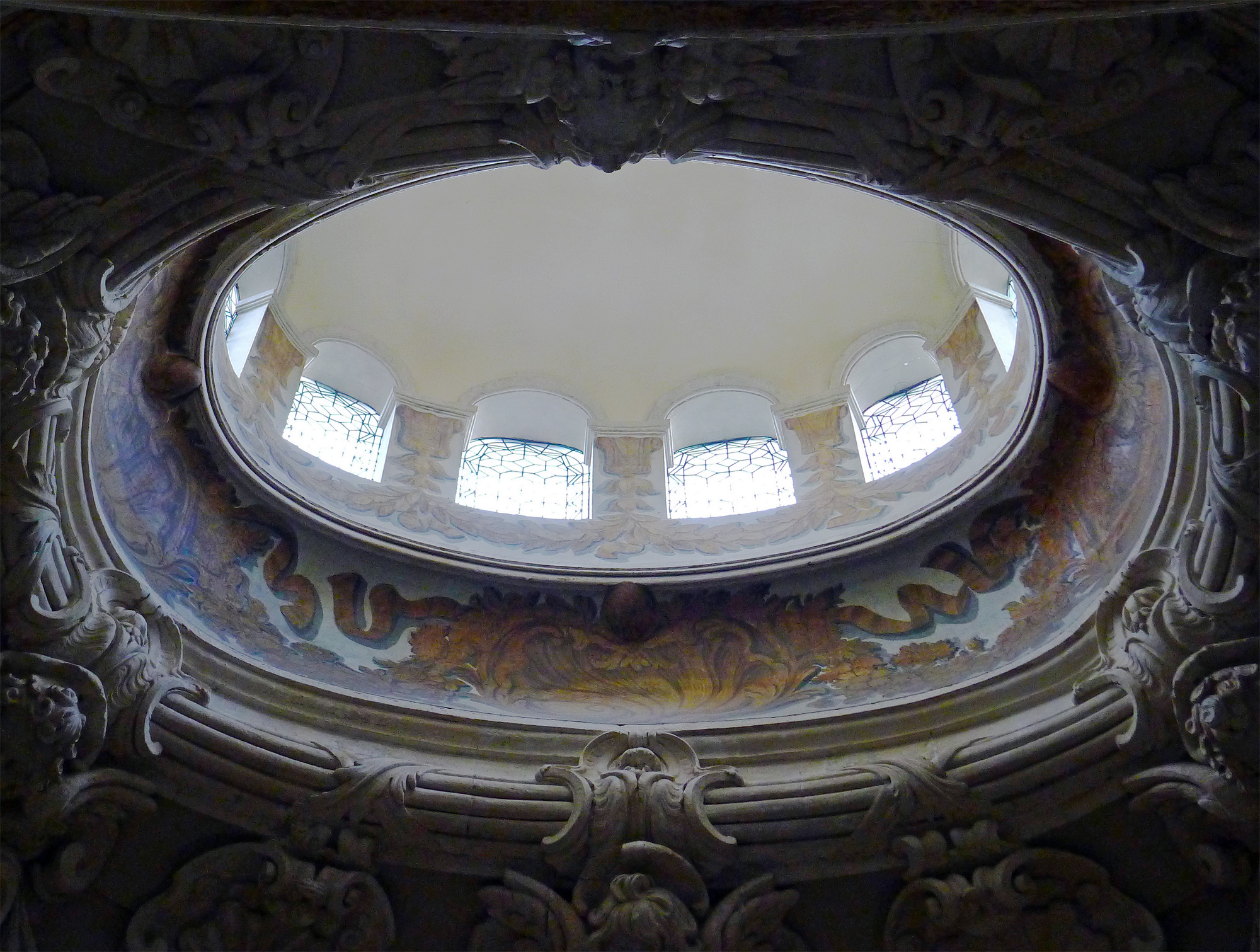
Vue générale.
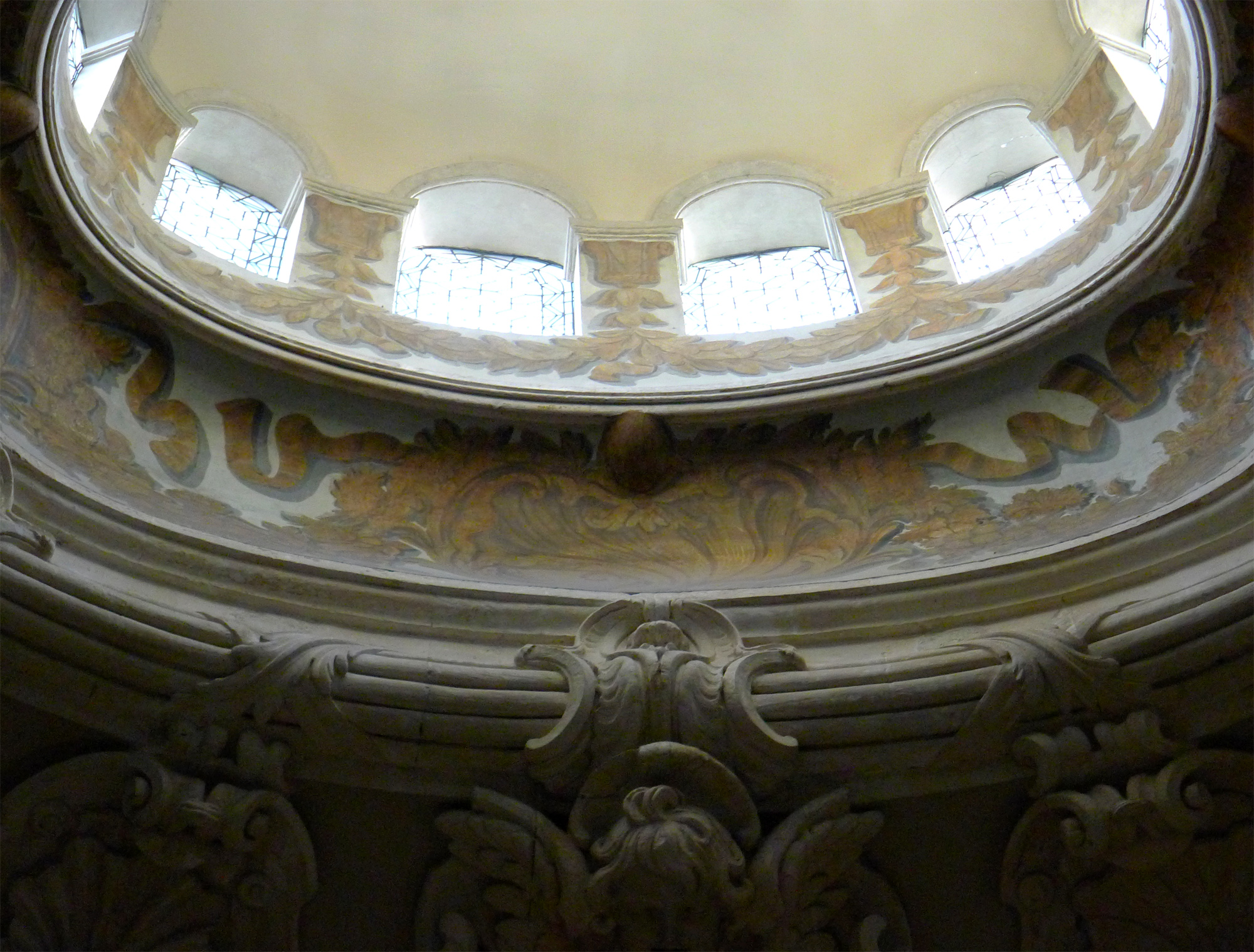
Détail.

L'autel actuel, d'une grande simplicité, remplace l'ancien autel majeur richement orné. Il possède une magnifique bible de lutrin présentée ouverte en son milieu.

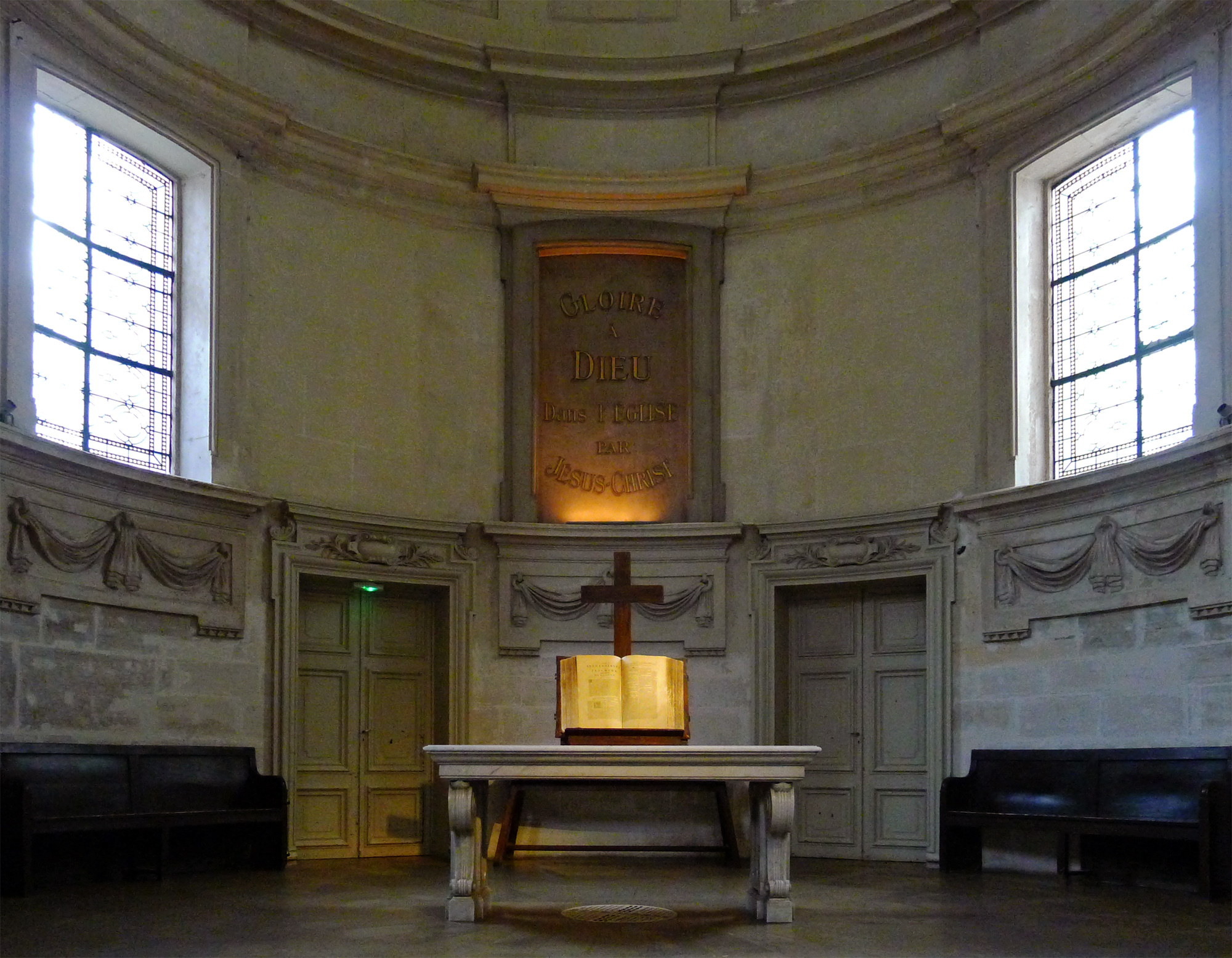
Chœur et autel.
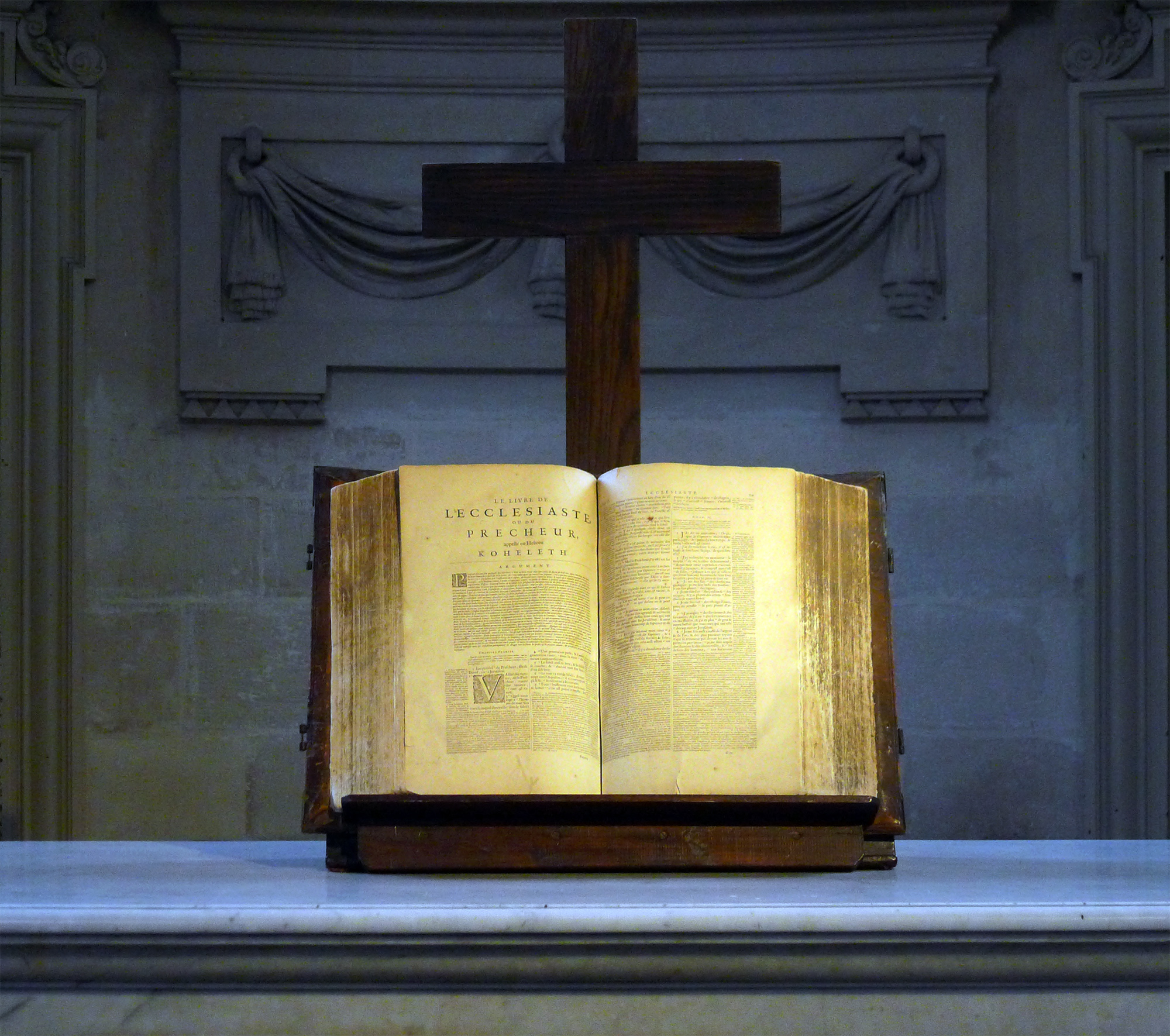
Bible de lutrin.

Le temple possède par ailleurs un orgue de tribune, un peu de mobilier et quelques œuvres d'art, tous de facture modeste.

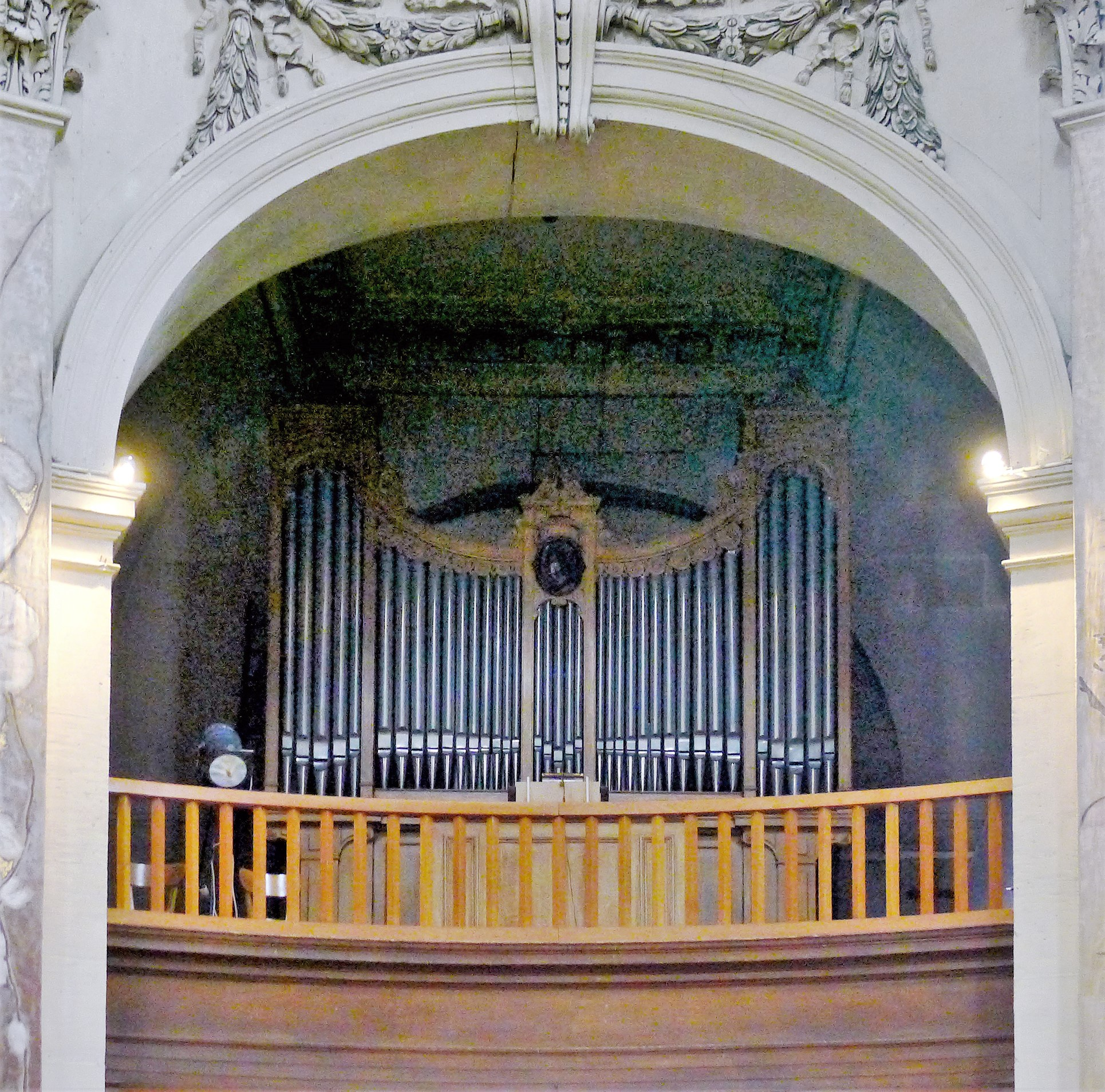
Orgue.
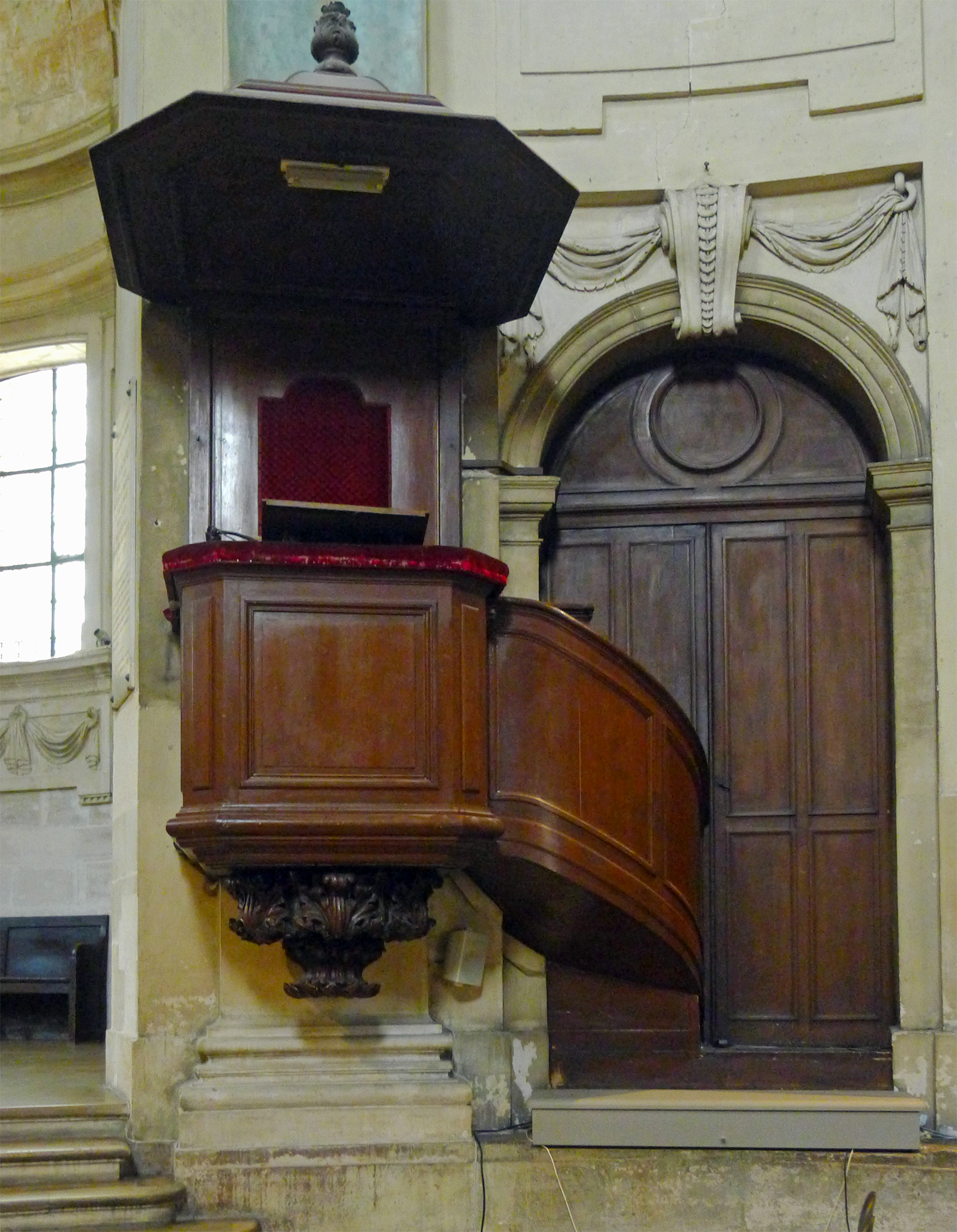
Chaire.
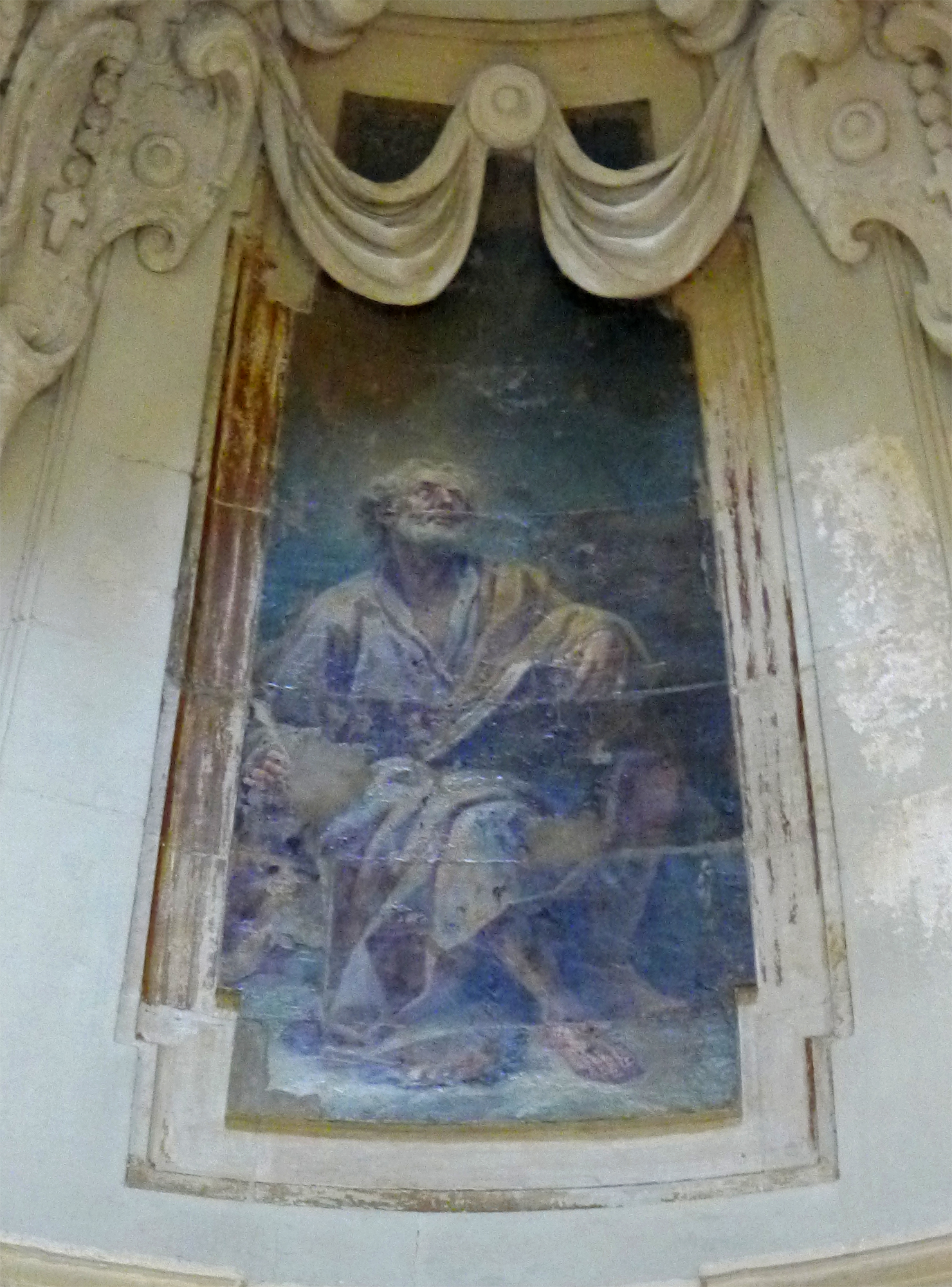
Fresque.